# Tim Sale
Tim Sale (Ithaca, 1º maggio 1956 – Seattle, 16 giugno 2022) è stato un fumettista statunitense.
Disegnatore con una grande passione per i fumetti, ha da subito le idee chiare su quella che sarà la sua professione. Si trasferisce a studiare le arti visuali e frequentare l'accademia artistica a New York, la città che negli anni ottanta è ancora la capitale indiscussa del fumetto statunitense (sede delle Big-Two DC e Marvel). Si tratta di una scelta vincente perché gli permette di collaborare con artisti affermati quali Matt Wagner e John Buscema e infine Jeph Loeb con il quale inizia una lunga e acclamata collaborazione e amicizia, fondamentale per creare opere che a partire dagli anni novanta gli permettono di affermarsi come top-artist.
Una delle caratteristiche che rendono Tim un grande artista è quello di aver prestato il suo talento solo per realizzare opere sulle icone delle Big-Two quali Superman, Batman, Spider-Man, Daredevil, Hulk e Captain America.

## Biografia

### Esordio come fumettista
Trascorse gran parte della sua vita a Seattle. Dopo aver frequentato l'Università di Washington e la School of Visual Arts di New York, intraprende la sua carriera di disegnatore la vorando come collaboratore di Matt Wagner sull'iconico personaggio di Grendel, personaggio creator-owned (ovvero di cui il creatore Wagner detiene, diritti commerciali, licenze e proprietà intellettuale). L'occasione per potersi affermare e aumentare la propria popolarità arriva con l'inizio della sua collaborazione con Loeb e la loro opera del 1991 sul reboot/revival dei Challengers of the Unknown, personaggi creati oltre un ventennio prima da Jack Kirby. Il buon successo e il talento dimostrato lo portano a firmare un contratto con la DC (e la conseguente sicurezza economica) e inizia a lavorare per una major delle pubblicazioni a fumetti. La fiducia riposta nell'artista è dimostrata dal fatto che, anche grazie all'appoggio di Jeph Loeb gli vengono da subito affidati personaggi iconici quali Batman e Superman. La sua abilità, capacità espressiva e tratto evocativo gli permettono di lavorare sia per la DC che per la Marvel Comics.

### Affermazione e successo (dal 1993)
Insieme a Jeph Loeb realizza tre albi speciali sul Cavaliere Oscuro pubblicati col titolo Halloween Special (in occasione della festa di cui portano il titolo), pubblicati tra il 1993 e il 1995. Il loro successo dà origine alla celebre saga composta da Batman: Il lungo Halloween limited-series di 13 albi, il sequel Batman: Vittoria oscura (limited-series di 13 albi) da cui scaturisce lo spin-off Catwoman: Vacanze romane, pubblicata nel corso della seconda metà degli anni novanta. A sostenere il duo Loeb/Sale a realizzare la saga è il celebre editor Archie Goodwin, che concede ai due autori di sceglierne i tempi e il formato (che non verrà infatti pubblicata nella serie regolare del personaggio). La storia viene collocata agli esordi di Batman come giustiziere di Gotham e questo permette di approfondire la nascita e il rapporto personale tra i personaggi con il Cavaliere Oscuro, con particolare attenzione alla genesi del Dinamico Duo e il suo particolare legame con Robin, il Commissario Gordon e Catwoman. 
Oltre a Batman, il duo Sale/Loeb è inoltre particolarmente interessato al periodo di formazione di Superman e al suo rapporto con la propria identità "civile" di Clark Kent; è in questa prospettiva che nel 1998 i due autori realizzano Superman for All Seasons, che si svolge nell'arco delle quattro stagioni dell'anno in cui Clark finisce il college e lascia Smallville per la caotica Metropolis, il che lo porterà a realizzare il suo destino sia come uomo sia come Superman. Questo permette ai due autori di dare nuove sfaccettature e profondità caratteriale a Clark Kent. 
L'interesse della coppia di autori per il tema delle origini e della formazione del supereroe permane anche dopo il passaggio dei due alla Marvel Comics, per la quale realizzano una quadrilogia che racconta il primo anno di attività di alcuni dei personaggi più noti della Casa delle Idee: Hulk, Daredevil, Spider-Man e Capitan America. Il tema del ritorno alle origini dei personaggi è evidenziato anche dal fatto che il loro aspetto richiamava quello delle prime apparizioni cartacee (ad esempio, un Hulk di colore grigio e un Daredevil con un costume giallo e rosso). Particolare interesse viene all'instaurarsi dei rapporti familiari tra i super eroi.
Al di fuori del lavoro come fumettista, Sale lavorò agli artwork per la serie televisiva Heroes, per la quale lavorava come sceneggiatore e produttore lo stesso Jeph Loeb. Il lavoro di Sale è stato utilizzato all'interno dell'opera per dare vita ai dipinti del personaggio di Isaac Mendez (interpretato da Santiago Cabrera).
Nel 1999, Sale vinse un Eisner Award nella categoria "Best Artist/Penciller/Inker or Penciller/Inker Team".
Lunedì 13 Giugno 2022 viene ricoverato in ospedale a causa di gravi problemi di salute,  secondo quanto annunciato da Jim Lee, editore e direttore creativo della DC Comics. Muore il 16 Giugno 2022, la causa della morte non è stata mai annunciata.

## Opere (parziale)

### Comico
- Grendel (Vol.2) nn.20-21-23, Matt Wagner (testi) - Hannibal King (matite) - Tim Sale (chine). serie regolare (conclusa), giugno 1988.
- Grendel (Vol.2) nn.34-40, Matt Wagner (tesi) - Tim Sale (disegni). serie regolare conclusa con il n.40, agosto 1989 - marzo 1990.

### Eclipse Comics
- Total Eclipse (Vol.1) n.2, serie antologica di cui Sale realizza le matite della storia Anachromesh in the Meld per i testi di Doug Moench e le chine di AA.VV., copertina di Bill Sienkiewicz. agosto 1988.

### DC Comics
- Batman n.460, Alan Grant (testi), Norm Breyfogle (matite), Tim Sale (chine), marzo 1991.
- Challengers of the Unknown (Vol.2) nn.1-8, Jeph Loeb (testi) - Tim Sale (disegni), serie regolare (conclusa), marzo-ottobre 1991.
- Batman: Legends of the Dark Knight nn.32-34, James Dale Robinson (testi) - Tim Sale (disegni), serie antologica (conclusa), nn.32-34, giugno-luglio 1992.
- Shadow of the Bat nn.7-9, Alan Grant (testi) e Tim Sale (disegni), serie regolare (conclusa), dicembre 1992 - febbraio 1993.
- Batman; Legends of the Dark Knight - Halloween Special, n.1, Jeph Loeb (testi) e Tim Sale (disegni), albo annuale, dicembre 1993.
- Batman: Legends of the Dark Knight n.0, Tim Sale & AA.VV. (testi e disegni), tie-in con il world-wide crossover Zero Hour: Crisis in Time, ottobre 1994.
- Batman: Legends of the Dark Knight; Halloween Special n.2, Jeph Loeb (testi) e Tim Sale (disegni), albo annuale, novembre 1994.
- Batman: Legends of the Dark Knight - Halloween Special n.3, Jeph Loeb (testi) e Tim Sale (disegni), albo annuale, novembre 1995.
- Superman For All Season nn.1-4, Jeph Loeb (scrittore) - Tim Sale (disegni), limited-series, settembre - dicembre 1998.
- Batman: The Long Halloween nn.1-13, Jeph Loeb (testi) e Tim Sale (disegni), limited-series, ottobre 1996 - dicembre 1998.
- Batman: Dark Victory nn.1-13, Jeph Loeb (testi) e Tim Sale (disegni), limited-series di 4 albi, origin issue, novembre 1998 - 1999.
- Action Comics n.800, Tim Sale & AA.VV. (testi e disegni), albo antologico celebrativo, aprile 2003.
- Superman Confidential -Kryptonitenn.11, Darwin Cooke (testi) e Tim Sale (disegni), serie regolare antologica (con clusa), gennaio 2007 - marzo 2008.
- Solo n.1, albo antologico sui personaggi DC disegnati da Tim Sale e sJcritti da diversi autori, dicembre 2004.
- Batman:The Long Halloween Special, Jeph Loeb (scrittore) - Tim Sale (Disegni), albo Speciale, dicembre 2001.
- JSA: All Stars n.2, albo antologico di cui Jeph Loeb e Tim Sale realizzano una storia (The Same Thing Happens Every Night), agosto 2003
- Superman/Batman Secret Files and Origins 2003, albo antologico e origin issue, Joph Loeb e Tim Sale realizzano l'epica storia When Clark meets Bruce, novembre 2003.
- Superman/Batman n.26, Tim Sale & AA. VV. (testi e disegni), albo antologico, giugno 2006.
- Catwoman: when Rome nn.6, Jeph Loeb (testi) e Tim Sale (disegni), limited-series spin-off di The Long Halloween, novembre 2004 - agosto 2005
- Tim Sale: Catwoman, albo antologico realizzato da Tim Sale sull'omononimo persoganaggio, dicembre 2004.

- Matrix comics n. 2, albo antologico spin-off della trilogia cinematograficare con short-story realizzata Jim Krueger Tim Sale. novembre 2004.
- tim solo Batmnan, raccolta monografica antologica di Tim Sale. ottobre 2013.

### Dark Horse Comics
- Billi 99 nn.1-4, Sarah Bryam (testi) e Tim Sale (disegni), limited-series, settembre 1991 - dicembre 1991.
- San Diego Comic Con Comics.1, Tim Sale e AA.VV (testi e disegni), albo antologico celebrativo, agosto 1992.
- Grendel: Black, White & Red n.1, Albo antologico composto da 5 storie di cui l'artista realizza l'episodio Devil's Advocate, di Matt Wagner (testi) e Tim Sale (disegni), novembre 1998.
- Grendel: Black, White and Red n.1, serie antologica di cui Sale realizza i disegni della storia Devil's Advocate per i testi di Matt Wagner, novembre 1998
- Grendel: Devil's Child nn.1-2, Diana Schutz (testi) e Tim Sale (disegni), miniserie di 2 albi, giugno-agosto 1999.

### Image Comics
- Deathblow (Vol.3) nn.1-13,Jim Lee e Brandon Choi (testi) - Tim Sale & AA.VV, (disegni), serie regolare (conclusa), febbraio 1994 - febbraio 1995.

### Marvel
- Excalibur n.74, Tim Sale realizza i disegni di una breve storia in appendice su Nightcrawler, marzo 1994.
- Uncanny X-Men Annual (Vol.1)n.18, insieme a Jeph Phoebe realizza la storia (per i disegni) su Alfiere di 10 pagine che viene pubblicata come short-story, giugno 1994.
- Cable Vol.1 n.23, Jeph Loeb (testi) - Ian Churchill, Tim Sale (matite) - Scott Hanna e Mark Buckingam (rifiniture), settembre 1995.
- Wolverine-Gambit: victims nn.1-4, Jeph Loeb (testi) e Tim Sale (disegni), limited-series di 4 albi. settembre-dicembre 1995.
- Hulk: Gray n.1-6, con Jeph Loeb (testi), limited-series, (dicembre 2003 - aprile 2004).
- Daredevil: Yellow nn.1-6, Joph Loeb (testi) e Tim Sale (disegni), limited-series, novembre 2001 - aprile 2002.
- Spider-Man: Blue nn.1-6, Jeph Loeb (testi) - Tim Sale (disegni), limited-series, luglio 2002 - aprile 2003.
- Captain America: White n.0-4, Jeph Loeb (tesi) e Tim Sale (disegni), limited-series, settembre 2008 - ottobre 2016.

### Harris
- Vampirella Monthly n.18, albo antologico con 2 storie di cui Looking for Mr Goodwin scritta da Jeph Loeb e disegnata da Tim Sale, agosto 1999

## Riconoscimenti
Ha vinto i seguenti premi Eisner:
- Migliore album grafico – ristampa 1998 per Batman: Il lungo Halloween
- Migliore serie terminata/limitata 1998 per Batman: Il lungo Halloween
- Migliore storia breve 1999 per Devil's Advocate
- Miglior disegnatore 1999 per Superman: Stagioni e Grendel
- Migliore album grafico – ristampa 2002 per Batman: Vittoria oscura